# Âm thầm bên em
"Âm thầm bên em" là một bài hát được thu âm bởi ca sĩ kiêm sáng tác nhạc người Việt Nam Sơn Tùng M-TP. Bài hát được phát hành vào ngày 22 tháng 8 năm 2015 trên Zing MP3 cùng với một video âm nhạc trên YouTube. Được sản xuất bởi Long Halo và hoà âm bởi SlimV, sau khi phát hành, mặc dù "Âm thầm bên em" có những thành công về mặt thương mại khá khiêm tốn so với các bài hát trước kia của anh, nhưng bài hát lại được xem là một trong những tác phẩm nổi bật nhất sự nghiệp của Sơn Tùng M-TP. Bài hát đã đạt giải Làn Sóng Xanh cho hạng mục Bài hát của năm. Bài hát đã được thêm vào album tuyển tập đầu tay của Tùng, m-tp M-TP (2017) với vai trò là bài hát thứ 11.

## Bối cảnh và phát hành
Vào năm 2015, Sơn Tùng M-TP bị phần lớn công chúng chỉ trích vì những tranh cãi về vấn đề tác quyền trước đó của anh. Tạ Ban từ Thanh Niên cho rằng "đây ["Âm thầm bên em"] là bước ngoặt quan trọng trong sự nghiệp của anh, giúp anh hiểu hơn như thế nào là chuyên nghiệp, như thế nào là nghiêm túc với nghề, và thế nào để làm việc tốt nhất với các cộng sự."
Sơn Tùng M-TP chính thức phát hành "Âm thầm bên em" bằng hình thức trình diễn trực tiếp cùng ban nhạc và được streaming trực tiếp thông qua kênh YouTube chính thức của nam ca sĩ vào ngày 22 tháng 8 năm 2015. Buổi giới thiệu được diễn ra trong 20 phút và thu hút hơn 15.000 người theo dõi trực tuyến. Ngay sau đó, video âm nhạc "Âm thầm bên em" ra mắt và lập tức đạt được nhiều thành công khả quan về mặt thương mại.

## Video âm nhạc
Video âm nhạc được phát hành trên YouTube cùng thời điểm với đĩa đơn. Sau khi ra mắt, video đã đạt được nhiều thành công khả quan về mặt thương mại. Hiện nay video "Âm thầm bên em" đã đạt hơn 100 triệu lượt xem trên YouTube, trở thành một trong những video Việt Nam được xem nhiều nhất mọi thời đại. Video có sự tham gia của nữ diễn viên Huỳnh Hồng Loan

### Nội dung
Trong video, Sơn Tùng M-TP vào vai gã du côn trong giới giang hồ. Sau một lần vô tình gặp gỡ, anh yêu và quyết định theo đuổi một cô gái hiền lành, trong sáng làm nghề bán hàng. Vì không muốn người yêu thất vọng, anh luôn cố che giấu thân phận và tỏ ra mình là người đàn ông lịch thiệp. Tuy nhiên, bí mật này cũng bị bại lộ khi chính cô gái tận mắt phát hiện và dứt khoát nói lời chia tay.

### Tranh cãi
Video âm nhạc được cho là đạo nhái video "Let's Not Fall in Love" của nhóm nhạc Hàn Quốc Big Bang, buổi họp báo công bố MV cũng bị công chúng tố đạo nhái buổi phát trực tiếp của ca sĩ người Mỹ Rihanna trên YouTube. Đạo diễn Quang Huy, quản lí của Sơn Tùng M-TP, đã giải thích về việc này, anh cho rằng:
"Nhân dịp có "dư luận" cho rằng MV "Âm thầm bên em" được quay vào tháng 6/2015 "copy" một số điểm trong một MV Hàn Quốc phát hành vào tháng 8/2015.

Thật ra thì tôi luôn xem thường cái nhân vật được gọi là "Mr/Mrs Dư Luận", không giới tính, không xác định được danh tính, không có giá trị tích cực cho xã hội hoặc chí ít là cho tôi. Chẳng có 1 chút lý lẽ gì, nếu thấy người ta có của cải thì bảo sao không từ thiện, nếu nhòm ngó người nổi tiếng một cách dò xét thọc mạch mà người ta khó chịu thì bảo người ta chảnh, thích nói chuyện với cái màn hình hơn là trải nghiệm và ghi nhận những giá trị tích cực..."